# Limousine dans les couleurs de la nuit de la Saint-Jean
Pour plus de détails, voir Fiche technique et Distribution.
Limousine dans les couleurs de la nuit de la Saint-Jean  (en letton : Limuzīns Jāņu nakts krāsā) est une comédie dramatique soviétique réalisée par Jānis Streičs d'après la nouvelle éponyme de Māra Svīre, produite par Riga Film Studio et sorti en 1981. Le film est inclus dans le Canon culturel letton.

## Synopsis
La vieille Mirta vit seule dans un petit village. Un jour dans le magasin local avec la monnaie rendue on lui donne un ticket de loto qui s'avère gagnant. Mirta est désormais l'heureuse propriétaire d'une Jigouli flambant neuve qu'elle décrit comme étant dans les couleurs de la nuit de la Saint-Jean. Désormais voisins et parents se précipitent chez Mirta en espérant être inscrits sur son testament et récupérer après sa mort ce bien précieux.

## Fiche technique
- Titre français : Une limousine de couleur de nuit de la Saint-Jean
- Titre original : letton : Limuzīns Jāņu nakts krāsā
- Réalisation : Jānis Streičs
- Scénario : Māra Svīre
- Directeur de la photographie : Harijs Kukels
- Direction artistique : Vasilijs Mass
- Second réalisateur : Ilze Līce, Nora Ranka, Vera Roždestvenska
- Assistant réalisateur :Iluziāna Cielava
- Assistant directeur de la photographie : Edgars Augusts
- Musique : Raimonds Pauls
- Assistant Edgars Augusts
- Parolier : Pēteris Jurciņš
- Son : Normunds Deinats, Vladimirs Gromovs
- Montage : Dzintra Krūmiņa, Maija Podniece, Ludmila Vinogradova
- Éclairage : Valdis Puķe
- Costumier : Sandra Sila
- Accessoiristes :  Ilze Ķikute, Marina Troščenkova
- Directeur de production : Jānis Šulcs
- Société de production : Riga Film Studio
- Format : 35 mm - mono - couleur
- Pays d'origine :  Union soviétique
- Genre : comédie dramatique
- Durée : 79 minutes
- Dates de sortie : 13 avril 1981

## Distribution
- Lilita Bērziņa : Mirta Saknīte
- Olga Dreģe : Dagnija
- Uldis Dumpis : Ēriks
- Gundars Āboliņš : Uģis
- Baiba Indriksone : Olita
- Boļeslavs Ružs : Viktors
- Diāna Zande : Lāsma
- Ivars Jēkabsons : enfant
- Līga Liepiņa : Veronika Giluča
- Romualds Ancāns : Jāzeps Gilučs
- Ēvalds Valters : Pigalu Prīdis
- Vera Singajevska : épisode